# کولوپیتیا
کولوپیتیا (به لاتین: Kollupitiya) یک منطقهٔ مسکونی در سری‌لانکا است که در کلمبو واقع شده‌است.